# Nemzeti Bajnokság III
Nemzeti Bajnokság III (NBIII, Campionatul Național III) este al treilea nivel al fotbalului maghiar (din toamna lui 1997 până în primăvara lui 2005), NB III a fost al patrulea nivel, al treilea a fost NB II).

## Formatul
Din NB III, campionii fiecărei grupe se vor lupta în play-off-ul de promovare, două echipe câștigătoare sunt promovate în NB II. Ultimele trei echipe din fiecare grupă și cele mai slabe două echipe de pe locul 13 sunt retrogradate în primul nivel al diviziilor locale (MB I). Din NB II, ultimele patru echipe sunt retrogradate în NB III din sezonul 2024–25.

### Seriile
Din 2023 încoace, liga s-a împărțit în 4 serii a câte 16 echipe:
- Seria de nord-est
- Seria de nord-vest
- Seria de sud-est
- Seria de sud-vest

## Istoric
Sezonul 1908-1909 a fost sezonul inaugural, al competitiei. A început cu o singură serie, seria urbană Budapesta. Câștigătoarea promova în liga a 2a maghiară.
- 1908-1911: 1 × 10,11 echipe NB III,
- 1910-11 ultimul sezon cu o singură serie, primul pentru liga a 4a.
- 1911-1913: 2 × 12 echipe NB III
- 1913-1914: 3 × 13 echipe NB III
- 1914-1915: 2 × 12 echipe NB III(neoficiale)
- 1978–1981: Campionatele județene au reprezentat divizia a treia
- 1981-1987: Campionatul teritorial pe echipe 6×18
- 1987–1988: 6 × 18 echipe NB III
- 1988–1997: 6 × 16 echipe NB III
- 1997–2000: 2 × 16 echipe NB II
- 2000-2001: sezon de tranziție, după calificare 12 × 8 echipe 3 × 12 echipe NB II
- 2001–2002: 3 × 13 echipe NB II
- 2002–2003: 3 × 12 echipe NB II
- 2003–2005: 2 × 18 echipe NB II
- 2005–2013: 6 grupe de NB III, 14-15 echipe pe grupă
- 2013–2015: 3 × 16 echipe (Est, Centru, Vest) NB III
- 2015–2017: 3 × 17 echipe (Est, Centru, Vest) NB III
- 2017–2020: 3 × 16 echipe (Est, Centru, Vest) NB III
- 2020-2023: 3 × 20 echipe (Est, Centru, Vest) NB III
- 2023-: 4 ×16 echipe  (nord-est, nord-vest, sud-est și sud-vest)

## Lista campionilor

### Clasificare cu o serie
| #  | An        | Budapesta                                                              |
| -- | --------- | ---------------------------------------------------------------------- |
| 1. | 1908-1909 | SC Ferencváros                                                         |
| 2. | 1909-1910 | Asociația de fotbal pentru tineret din Budapesta - Budapesti LIE       |
| 3. | 1910-1911 | Cercul de Educație Fizică Budapesta - Fővárosi Testedzők Köre Budapest |

### Clasificare cu 2 serii
| #  | An        | Seria Budapesta                 | Seria Națională - Clasa a II-a |
| -- | --------- | ------------------------------- | ------------------------------ |
| 4. | 1911-1912 | SC Budapesta                    | Újpest FC II                   |
| 5. | 1912-1913 | CA Budapesta Mare - Kispesti AC | SC Budapesta II                |

### Clasificare cu 3 serii
| #  | An        | Seria Budapesta                                                | Seria Metropolitană                                | Seria Națională - Clasa a II-a                                  |
| -- | --------- | -------------------------------------------------------------- | -------------------------------------------------- | --------------------------------------------------------------- |
| 6. | 1913-1914 | Cercul Sportiv al Masinistilor CFM Budapesta - MÁV Gépgyári SK | CS Năzuința Elisabeta - Erzsébetfalvai Törekvés SC | Clubul Atletic Universitar Budapesta - Budapesti Egyetemi AC II |

### Sezoanele de război
| #  | An   | Cupa August - Categoria C (Întrerupt în etapa 5.) |
| -- | ---- | ------------------------------------------------- |
| 7. | 1914 | Cercul Sportiv Înainte - Előre Testgyakorlók Köre |

| # | An   | Campionatul de război "Hungária Cup"(sezonul de primăvară - neoficial) |
| - | ---- | ---------------------------------------------------------------------- |
| - | 1915 | FC Maghiar Budapesta                                                   |

| # | An   | Campionatul de război(sezonul de toamnă - neoficial) | Campionatul de război(sezonul de toamnă - neoficial) |
| - | ---- | ---------------------------------------------------- | ---------------------------------------------------- |
|   |      | Liga a 3a de război                                  | Liga națională clasa a doua                          |
| - | 1915 | AS Năzuința Újpest                                   | Asociația de Fotbal a Zugravilor Budapesta           |

| # | An   | Campionatul de război(sezonul de primăvară - neoficial) |
| - | ---- | ------------------------------------------------------- |
| - | 1916 | FC Maghiar Budapesta                                    |

| # | An      | Campionatul de război "Cupa de război" |
| - | ------- | -------------------------------------- |
| - | 1916-17 | Megyeri SC                             |

### Clasificare cu 4 serii
| #   | An        | Vest         | Est                | Sud           | Nord        | Nord            |
| --- | --------- | ------------ | ------------------ | ------------- | ----------- | --------------- |
|     |           |              |                    |               | Grupa Matra | Grupa Carpați   |
| 27. | 1940-1941 | Újpest FC II | Ferencvárosi TC II | AS Goldberger | CSA Loșonți | AGS Nireghihaza |

### Clasificare cu 6 serii
| #   | An        | Alföld           | Transdanubia Sud    | Transdanubia Nord | De Sus              | Matra            | Harghita           |
| --- | --------- | ---------------- | ------------------- | ----------------- | ------------------- | ---------------- | ------------------ |
| 28. | 1941-1942 | Weisz Manfréd TK | CA Rákóczi Kaposvár | AS Újpest         | CS Feroviar Cașovia | CS Wekerletelepi | CS CNM Târgu Mureș |

### Clasificare cu 8 serii
| #   | An        | Alföld       | Buda        | Duna-Tisa                       | Transdanubia | Matra      | Tisa de Sus  | Harghita Sud              | Harghita Nord      |
| --- | --------- | ------------ | ----------- | ------------------------------- | ------------ | ---------- | ------------ | ------------------------- | ------------------ |
| 29. | 1942-1943 | Újszegedi TC | Komáromi AC | Újpest-Rákospalotai AK Budapest | Felten SC    | Újpesti TE | Munkácsi LSE | Hargita Odorheiu Secuiesc | Attila Târgu Mureș |

### Clasificare cu 13 serii
| #  | An        | Seria Someș          | Seria Cluj           | Secuiască          |
| -- | --------- | -------------------- | -------------------- | ------------------ |
| 6. | 1943-1944 | ASM Stăruința Oradea | Club Atletic Cluj II | AS Sfântu Gheorghe |

### Clasificare regională
| #  | An      | Alföld       | Bakony  | Dráva       | Duna    | Mátra        | Tisza |
| -- | ------- | ------------ | ------- | ----------- | ------- | ------------ | ----- |
| ?. | 2011–12 | Dunaharaszti | Csákvár | Kaposvár    | Érd     | Putnok       | Várda |
| ?. | 2012–13 | Soroksár     | Dorog   | Dunaújváros | Budaörs | Felsőtárkány | Várda |

### Clasificare cu 3 serii
| #  | An       | Vest               | Centru       | Est           |
| -- | -------- | ------------------ | ------------ | ------------- |
| ?. | 2013–14  | Csákvár            | Soroksár     | Szeged 2011   |
| ?. | 2014–15  | Budaörs            | Vác          | Kisvárda      |
| ?. | 2015–161 | Ferencvárosi TC II | Kozármisleny | Nyíregyháza   |
| ?. | 2016–17  | Győr               | Budafok      | Kazincbarcika |
| ?. | 2017–18  | Kaposvár           | Monor        | Tiszakécske   |
| ?. | 2018–19  | Ajka               | Szeged 2011  | Szolnok       |
| ?. | 2019–202 | Szentlőrinc3       | Pécs         | Debreceni EAC |
| ?. | 2020–21  | Tiszakécske        | Iváncsa4     | III. Kerület  |
| ?. | 2021–22  | Mosonmagyaróvár    | Kozármisleny | Kazincbarcika |
| ?. | 2022–23  | Veszprém           | Iváncsa      | BVSC Zugló    |

### Clasificare cu 4 serii
| #  | An      | Nord-est | Nord-vest | Sud-est | Sud-vest |
| -- | ------- | -------- | --------- | ------- | -------- |
| ?. | 2023–24 |          |           |         |          |

Note
- Notă 1: În sezonul  Nemzeti Bajnokság III 2015-2016 Ferencvárosi TC II a câștigat campionatul (Vest). Cu toate acestea, nu au promovat, în schimb Mosonmagyaróvár și Dorog au fost promovate. SZEOL SC (Centru) au fost și ele promovate alături de campionii Kozármisleny. Cegléd și Cigánd au fost, de asemenea, promovate din grupa de Est împreună cu campionii Nyíregyháza.
- Nota 2: Campionatul a fost abandonat din cauza pandemiei COVID-19.
- Nota 3: Deși Érdi VSE a terminat primul, ei nu au avut experiența financiară pentru a participa la sezonul Nemzeti Bajnokság II 2020-21. Prin urmare, au promovat Szentlőrinci SE din grupul de centru.[4]
- Nota 4: Deși Iváncsa KSE a câștigat sezonul 2020-21, Kecskeméti TE au promovat.

## Vezi și
- Prima ligă maghiară
- Liga a 2-a maghiară
- Liga a 4-a Maghiară
- Liga a III-a din România